# Erie (jezioro)
Erie (ang. Lake Erie, wym. [ˈɪri]; fr. Lac Érié) – jezioro słodkowodne, czwarte co do wielkości w kompleksie pięciu Wielkich Jezior Ameryki Północnej. Środkiem jeziora biegnie granica między Kanadą i Stanami Zjednoczonymi. Rzeka Niagara wypływa z jeziora na jego wschodnim końcu i łączy je z jeziorem Ontario. Na zachodnim końcu wpływa do jeziora rzeka Detroit, która łączy je z jeziorem Huron. Jezioro jest dostępne dla pełnomorskich statków przez Drogę Wodną Świętego Wawrzyńca.
Amerykański (południowy) brzeg jeziora jest bardzo gęsto zaludniony. Duże miasta nad jeziorem to: Buffalo, Erie, Cleveland i Toledo. Kanadyjski brzeg jest stosunkowo mało zaludniony i głównie rolniczy.

## Historia
Pierwszym Europejczykiem, który dotarł do jeziora, był prawdopodobnie Étienne Brûlé około 1615 roku W 1678 r. René-Robert Cavelier de La Salle zbudował pierwszy żaglowiec na jeziorze – „Griffon”. Pierwszą stałą europejską osadą przy jeziorze, ulokowaną nad rzeką Detroit niedaleko jej ujścia do zachodniego końca jeziora, był francuski Fort Detroit założony w 1701 r., na terenie dzisiejszego miasta Detroit.
Jezioro było jednym z obszarów walk podczas wojny brytyjsko-amerykańskiej (1812–1814). Miała na nim miejsce kluczowa bitwa, która była największym zwycięstwem amerykańskiej floty podczas tej wojny.
Do jeziora uchodzi Ashtabula River.

## Ochrona przyrody
Na wyspach jeziora Erie utworzono rezerwat przyrody Pelee Island Natural Areas (zob. Pelee, Ontario), istotny dla całej biosfery ze względu na rolę w wędrówkach ptaków.